# 이윤진
이윤진은 대한민국의 뮤지컬 배우다.

## 방송
- 싱잉 인 더 스카이 (2008) - 준우승

## 공연
- 햄릿 (2008)
- 음악 에세이 (2009)
- 라디오스타 (2009~2011)
- 썸머스노우
- 제13회 DIMF 창작지원작 뮤지컬 '윤아를 소개합니다 (Song of Yun-A)' (2019) - 29살 윤아 역

## 영화
- 판매왕 문구동 (2014)

## 음반
- 복 있는 사람 (2020)